# 単丹娜
単丹娜（ぜん たんな、Shan Danna、1991年10月8日 - ）は、中国のバレーボール選手。ポジションはリベロ。中国代表。

## 来歴
2011年、中国代表に初選出される。同年のワールドカップではセカンドリベロとして出場し、銅メダルを獲得した。2012年のロンドンオリンピックにはレシーバーとして出場した。
2013年10月のU-23世界選手権では金メダルを獲得した。

## 球歴
- オリンピック - 2012年
- ワールドカップ - 2011年
- ワールドグランプリ - 2011年、2012年、2014年

## 所属クラブ
- Zhejiang